# Anders Strömmersten
Anders Strömmersten, född 23 april 1764 i Askeryds församling, Jönköpings län, död 4 februari 1806 i Ulrika församling, Östergötlands län, var en svensk präst.

## Biografi
Anders Strömmersten föddes 1764 i Askeryds församling. Han var son till ryttaren Hans Luthström och Maja Andersdotter. Strömmersten blev 1788 student vid Lunds universitet och prästvigdes 18 november 1789. Han blev 12 mars 1794 kyrkoherde i Ulrika församling, tillträde 1795. Strömmersten avled 1806 i Ulrika församling.

## Familj
Strömmersten gifte sig 1793 med Lovisa Christina Runberg (1773–1823). Hon var dotter till kyrkoherden Johan Runberg och Hedvig Catharina Rauchman i Ulrika församling. De fick tillsammans barnen Hedda Lovisa Strömmersten (1793–1833) som var gift med lantbrukaren Daniel Calén i Bankestadtorp, Samuel Gustaf Strömmersten (född 1794), rektorn Johan Isak Strömmersten (1797–1829) vid Nya Elementarskolan i Stockholm, Sofia Maria Strömmersten (1799–1822) som var gift med veterinären Samuel Samuelsson i Tjärstads församling och Christina Johanna Strömmersten (1802–1863).